# Олексій Комнін (син Андроніка I)
Олексій Комнін (бл. 1170 — 1199) — державний діяч Візантійської імперії.

## Життєпис
Походив з династії Комнінів. Старший син Андроніка Комніна від шлюбу з другою дружиною Феодорою Комніною (донькою себастократора Ісаака Комніна). Народився у близько 1170 року в Бейруті або Дамаску. Оскільки шлюб через кровозмішення було визнано незаконним, то в Візантії Олексія Комніна вважали позашлюбним сином Андроніка.
У 1170-х роках Олексій разом з родиною перебував у Грузинському царстві, де його батько отримав у Кахетії декілька замків. У 1177 році після отримання прощення Андроніком Комніном від імператора Мануїла I родина повертається до імперії. Мешкали в Пафлагонії. У 1181 році Олексій супроводжував батька під час походу на Константинополь та повалення 1182 року влади протосебаста Олексія Комніна й регентки Марії Антіохійської при малолітньому імператорові Олексії II.
Після здобуття одноосібної влади Андроніком Комніном його син Олексій вирішив відібрати владу в батька, влаштувавши змову. Проте її було розкрито, а Олексія Комніна запроторено до в'язниці. Тут він перебував до 1185 року, коли батька було повалено й вбито. Того ж року втік до Грузії, де отримав батьківські володіння. Олексій Комнін мешкав тут, не втручаючись у політику. Помер у 1199 році. Висловлюється теорія, що грузинський аристократичний рід Андронікошвілі походить від цього Олексія Комніна, втім, наведені докази доволі сумнівні.